# Muriel Coulin
Muriel Coulin (* 1965 in Lorient) ist eine französische Filmemacherin.

## Karriere
Muriel Coulin wurde in Lorient in der Bretagne geboren. Nach ihrem Abschluss an der École Louis-Lumière begann Coulin ihre Karriere als Kameraassistentin und arbeitete sieben Jahre lang mit einer Reihe bedeutender Regisseure an Filmen wie Trois couleurs: Blanc, Trois couleurs: Bleu und Trois couleurs: Rouge von Krzysztof Kieślowski.
In ihrer Freizeit begann Muriel Coulin zusammen mit ihrer jüngeren Schwester Delphine Coulin, Drehbücher zu schreiben und Filme zu drehen. Ihr Kurzfilm Souffle gewann mehrere Preise bei internationalen Filmfestivals. Nach mehreren Kurzfilmen debütierten sie 2011 mit 17 Mädchen, der beim Filmfestival in Cannes in der Sektion Semaine de la critique Premiere feierte. Der Film wurde 2012 auch für den César für den besten Debütfilm nominiert. Ihr zweiter Film Die Welt sehen feierte ebenfalls bei den Internationalen Filmfestspielen von Cannes Premiere, diesmal in der Sektion Un Certain Regard, und wurde mit dem Preis für das beste Drehbuch ausgezeichnet. Im Film geht es um französische Soldaten, die aus dem Afghanistankrieg zurückkehren und noch einen psychologischen Test bestehen müssen.
Ihr Filmdrama Jouer avec le feu feierte 2024 bei den Internationalen Filmfestspielen von Venedig Premiere und handelt von einem alleinerziehenden Vater, der mit den Nöten seiner heranwachsenden Söhne umgehen muss. Der Film wurde auf einigen Filmfestivals gezeigt, u. a. beim Filmfest München.

## Filmografie (Auswahl)
- 1997: Il faut imaginer Sisyphe heureux (Kurzfilm, Regie)
- 1999: Glücklich bin ich nie – Augenblicke im Leben Karl Lagerfelds (Fernsehfilm, Kamera)
- 1999: Le carnaval des Illusions (Fernsehfilm, Regie, Buch)
- 2000: Souffle (Kurzfilm, Regie)
- 2000: Le caté (Fernsehfilm, Regie, Buch)
- 2000–2001: Histoires de théâtre (Miniserie, Regie)
- 2003: Voyages, voyages (Fernsehserie, 3 Folgen, Regie, Buch)
- 2004: Cherche nounou désespérément (Miniserie, Regie)
- 2005–2006: Mamans d’Europe (Miniserie, Regie, Buch)
- 2007: L’homme sans douleur (Fernsehfilm, Regie, Buch)
- 2011: 17 Mädchen (Regie, Buch, mit Delphine Coulin)
- 2016: Die Welt sehen (Regie, Buch, mit Delphine Coulin)
- 2023: Charlotte Salomon, das Leben und das Mädchen (Regie, Buch, mit Delphine Coulin)
- 2024: Jouer avec le feu (Regie, Buch, mit Delphine Coulin)

## Auszeichnungen (Auswahl)
- 2000: Brest European Short Film Festival: Spezialpreis der Jury für Souffle
- 2001: Avanca Film Festival in der Kategorie Bester Kurzfilm für Souffle
- 2011: Student Jury Award des Bratislava International Film Festival für 17 Mädchen
- 2011: Internationale-Filmfestspiele-von-Cannes-Nominierung für den Kritikerpreis und die Goldene Kamera für 17 Mädchen
- 2011: Michel-d’Ornano-Preis des Festivals des amerikanischen Films für 17 Mädchen
- 2012: César-Nominierung in der Kategorie Bester Film für 17 Mädchen
- 2016: Internationale Filmfestspiele von Cannes im Wettbewerb Un Certain Regard (Bestes Drehbuch) für Die Welt sehen
- 2024: Chicago International Film Festival in der Kategorie Bester Film für Jouer avec le feu
- 2024: ImpACT-Preis und Leoncino-d’Oro-Agiscuola-Preis der Internationalen Filmfestspiele von Venedig für Jouer avec le feu
- 2025: Göteborg-Film-Festival-Nominierung im Hauptwettbewerb für Jouer avec le feu